# Richard Mauritius
Franz Heinrich Georg Richard Mauritius (* 15. März 1836 in Hanau; † 15. Juni 1901 in Coburg) war ein deutscher Pädagoge und Hochschullehrer.

## Leben
Richard Mauritius war ein Sohn des Großherzoglichen Hessischen Verwaltungsbeamten Emilius Mauritius aus Fulda.

### Schulzeit, Studium und Praktikum
Richard Mauritius besuchte die Realschule in Kassel. Durch die Versetzung seines Vaters wechselte er im Herbst 1847 an das Gymnasium Fulda, welches er auch abschloss. Sein Studium trat er in Marburg an und konnte es nach erfolgreicher Prüfung als Bewerber für ein ordentliches Lehramt an Gelehrtenschulen abschließen. Ab 1860 war er an das mathematisch-physikalische Institut der Universität Marburg bestellt und führte sein praktisches Jahr am Gymnasium Marburg durch.

### Assistenzzeit
Er war von Oktober 1862 bis Juli 1863 wissenschaftlicher Assistent bei Christian Ludwig Gerling am mathematisch-physikalischen Institut der Universität Marburg. Seine Arbeit hatte die Astronomie zum Thema.
Professor Gerling veröffentlichte unterschiedliche Messergebnisse von Mauritius:
- Finsternis eines Sternes vom 16. Juni 1856[2]
- Sonnenfinsternis vom 15. März 1858[3]
- Mondfinsternis vom 1. Juni 1863[4]

### Lehrer- und Professorenzeit
1863 promovierte er. Im gleichen Jahr wird er Lehrer der Mathematik und Physik am Gymnasium Casimirianum zu Coburg, lehrte aber zusätzlich das Fach Geographie später auch eigene Querschnittsthemen im Fach Naturkunde, wie mathematische Geographie. Weitere Lehrertätigkeiten nahm Richard Mauritius als Lehrer am herzöglichen Ernst-Albert-Seminar zu Coburg und zeitweise an der Alexandrinenschule (höhere Töchterschule) wahr.
Im Juli 1865 wurde er am Gymnasium Casimirianum zum Professor berufen.

### Versuche und Erfindungen (Auswahl)
- 1863 schrieb er in den Annalen der Physik über eine Versuche zum Temperatureinfluss des Magnetismus.[8]
- 1866 hielt er einen Vortrag zur Rühmkorffschen Inductionsapparat und seine Anwendung in der Technik und führte dabei Experimente durch.[9]
- 1873 führte er Versuche zur Tönenden Flamme nach Frédéric Kastner durch. Eine Wasserstoffflamme besaß in einem Versuchsaufbau einen bestimmten Ton, welcher bei Annäherung einer zweiten Flamme verändert wurde. Mauritius experimentierte mit der Anordnung der Flammen und dem Aufbau der Brenner.[10]
- 1877 schrieb er zu seinen Versuchen zum Foucault’schen Pendelversuchen, welche er in einer Kirche durchgeführt hatte.[11] Er adaptierte den Aufbau so, dass er als Experiment für den Unterricht genutzt werden konnte.[12]
- 1884 stellte er seine Erkenntnisse zu Pendelschwingungen und einfachen elektrischen Uhren mit freiem Pendel vor.[13]

### Weitere Bedeutung
Er hielt eine Vielzahl von Festreden am Gymnasium (u. a. 1872, 1883) und war ehrenamtlich im Vorstand des Kunst- und Gewerbevereins Coburg tätig.
Als Vereinsvorsitzender war er für die Festveranstaltung zum 50-jährigen Bestehen des Coburger Kunst- und Gewerbe-Vereins verantwortlich und er begrüßte  auf dieser am 7. Dezember 1874 die zahlreich erschienenen Gäste, darunter das Ehrenmitglied F. W. von Kawaczynski. Das von Kawaczynski anlässlich des Jubiläums verfasste Festspiel und -lied wurden im Beisein des Herzogs von Sachsen-Coburg und Gotha, aufgeführt. Mauritius wurde 1875 mit dem Ritterkreuz ausgezeichnet.
Seine Werke zum metrischen Messen, zur Planimetrie und Trigonometrie wurden zur damaligen Zeit als Lehrmittel aufgeführt. Er warb regelmäßig Geld- und Sachmittel beim Herzogtum Coburg ein, wofür er im Landtag Rede und Antwort stehen musste.
Richard Mauritius war seit 1872 mit Thekla Ludloff (* 1852), Tochter von Louis Ludloff und Schwester von Rudolf Friedrich Ludloff und Richard Ludloff, verheiratet und hatte vier Kinder.

## Werke (Auswahl)
- Dissertation: Bestimmung der Polhöhe von Marburg. J. A. Koch, 1862, mit Anhang zu
  - Die Ausdehnung der Römer-Bessel'schen Methode auf den ganzen Himmel.
  - Vorschlag einer bequemeren Einrichtung der Meridianbeobachtungen.
- Ueber die Vertheilung des Magnetismus im Innern von Magneten, Einladungsschrift des Gymnasium Casimirianum zu Coburg zur Schlußfeier, 1864.
- Decimales Rechnen und metrisches Messen: in einheitlicher Darstellung zur gründlichen Einführung in die neuen Maße und Gewichte für alle Lehrer des Rechnens und Rechner. Schöningh, 1869.
- Bemerkungen zur Psychologie der Raumvorstellungen und zum Fechnerischen Gesetze der logaritmischen Perception. In: Jahrbuch über die Fortschritte der Mathematik 1869–1870. Band 2, Reimer, 1873.
- Die Herstellung der Lehrmittel für die Volksschule in den Händes des Staates. Bericht des Gewerbevereins zu Coburg, 1874.
- Transporteur und Maßstab zum Gebrauch beim Unterricht in Planimetrie und Trigonometrie. Riemann, 1882.
- Festrede gehalten am Gymnasiumsfest den 5. Juli 1892. Dietz'schen Hofbuchdruckerei, 1894.

## Fächer und Vorlesungen (Auswahl)
- Trigonometrie und Stereometrie, 1863
- Akustik und mathematische Geographie, 1863
- Die Lehre von der Aehnlichkeit und den Proportionen beim Kreis, 1863
- Europa, 1863
- Die außereuropäischen Welttheile, 1863
- Dezimalbrüche, 1863
- Gleichungen ersten Grades mit Einer Unbekannten, 1863, 1864
- Die Lehre vom Licht, 1866
- Hydrostatik und Aerostatik, 1866
- Botanik und Zoologie, 1874, 1875
- Amerika und Australien, 1874

## Auszeichnung
- 1875: Ritterkreuz II. Klasse

## Trivia
- J. C. Becker leitete einen seiner Beiträge 1870 mit Worten von Richard Mauritius ein.[21]
- Wohnhaus, Ketschendorfer Straße 20, Coburg: von 1864 bis 1878 besaß seine Schwiegermutter das Haus, anschließend er bis zu seinem Tod. Seine Witwe wohnte noch bis zu ihrem Tode in diesem Haus und vererbte das Haus an den gemeinsamen Sohn Carl.
- Ein Schüler von Mauritius war Ludwig Schemann, welcher sehr positiv von ihm schrieb.[22]